# Подґаць
Подґаць (пол. Podgać) — село в Польщі, у гміні Забродзе Вишковського повіту Мазовецького воєводства.
Населення — 91 особа (2011).
У 1975—1998 роках село належало до Остроленцького воєводства.

## Демографія
Демографічна структура станом на 31 березня 2011 року:
|          | Загалом | Допрацездатний вік | Працездатний вік | Постпрацездатний вік |
| -------- | ------- | ------------------ | ---------------- | -------------------- |
| Чоловіки | 45      | 12                 | 29               | 4                    |
| Жінки    | 46      | 14                 | 22               | 10                   |
| Разом    | 91      | 26                 | 51               | 14                   |